# Associação de Cultura e Recreio de Gulpilhares
A Associação de Cultura e Recreio de Gulpilhares Foi um clube dedicado ao hóquei em patins da cidade do Vila Nova de Gaia, Portugal e disputa atualmente a segunda divisão do Campeonato Nacional de Hóquei em Patins. Foi extinto em 2015 no mesmo ano foi criado o novo clube ACD Gulpilhares - Hóquei 1944 (Associação Cultural E Desportiva de Gulpilhares).
O seu melhor desempenho remonta à época 1995/1996 em que alcançou o 4.º lugar no Campeonato Nacional de Hóquei em Patins.

## História
A Associação de Cultura e Recreio de Gulpilhares foi fundada em 1 de Agosto de 1944, na freguesia de Gulpilhares, cidade de Vila Nova de Gaia.

## Pavilhão
O Pavilhão da  ACD Gulpilhares situa-se na freguesia de Gulpilhares em Vila Nova de Gaia.

## Palmarés
4.º lugar Campeonato Nacional de Hóquei em Patins 1995/1996 